# Bernice Notenboom
Bernice Notenboom (Rotterdam, 1 juni 1962) is een Nederlands klimaatjournaliste, beroepsavonturierster en filmmaakster. Ze is met name bekend geworden door de televisieserie Klimaatjagers, die in 2013 is uitgezonden door de VPRO en door Canvas en WDR en in 45 andere landen. Ze schreef lange tijd voor National Geographic. Op 8 januari 2008 was ze de eerste Nederlandse vrouw die op ski's de Zuidpool bereikte, een tocht van 840 kilometer.
Na haar middelbareschoolopleiding volgde Bernice Notenboom een Masteropleiding Communicatiewetenschappen aan de Universiteit van Amsterdam en een Masteropleiding International Management aan de Universiteit van Denver.
Bernice Notenboom woont afwisselend in Nederland en in Canada. Na haar studie in Denver, werd ze rafting-instructeur en combineerde die baan met een baan bij Microsoft. Enige tijd later richtte zij in Utah een rafting-bedrijf, Moki Treks, op. 
Haar Canadese woonplaats is Fernie, een skioord in Brits Columbia. In Nederland woont ze sinds kort in Andijk. Eerder woonde ze in de Amerikaanse staat Colorado en Utah.
In 2010 schreef ze het boek Tegenpolen (oorspronkelijke titel A Heartwarming Journey On Ice) over expedities naar Siberië, Groenland, de Zuidpool en de Noordpool. Naast deze expedities is ze met een kajak over de Bani en de Niger gevaren van Bamako naar Timboektoe in Mali. Ook heeft ze in 2009 met succes de Mount Everest beklommen. Ze was de tweede Nederlandse vrouw die de top bereikte (de eerste was Katja Staartjes). Hierover is de film Himalaya Alert gemaakt die bij de BOS is uitgezonden. Himalaya Alert won de publieksprijs op het Trento film festival.

In 2011 maakte ze in Mali samen met weervrouw Margot Ribberink de film Desert Alert over de maatschappelijke gevolgen van de klimaatverandering in ontwikkelingslanden.
In 2012/2013 volgde de productie en presentatie van de 6-delige tv-serie Klimaatjagers (VPRO en CANVAS) en "Tipping Points" voor de Weather Channel, ARTE, Discovery Channel, WDR, Channel 4, NRK en SRF. Deze serie gaat over welke ecosystemen in elkaar storten als het klimaat enkele graden opwarmt.
In 2014 startte Notenboom met het filmen van de The Arctic March tijdens haar Arctic March expeditie. Samen met de Australische academica Sarah Robertson als co-regisseur maakte ze een klimaatfilm over het lot van de Noordpool. Doel was 800 km af te leggen, maar doordat het ijs te gevaarlijk werd, werd na 550 km de tocht gestaakt.
In 2016 kwam haar 52 minuten durende tv-documentaire Sea Blind uit (in samenwerking met Sarah Robertson) over vervuiling door roetdeeltjes afkomstig van de scheepvaart, vertoond via VPRO, CANVAS, WDR, NRK en STV. Deze impactfilm werd ingezet voor beïnvloeding van de publieke opinie, bedrijfsleven en de politiek. De film werd vertoond tijdens de bijeenkomst van de Internationale Maritieme Organisatie in Londen om de beslissing over een lager percentage zwavel in de bunkerolie te beïnvloeden. Sea Blind is ook internationaal doorgebroken. Er is een speciale tweedelige Duitse en Chinese versie van de film gemaakt.
In najaar 2018 verscheen haar boek "Arctica, mijn biografie van de Noordpool".
In 2021 kwam de film Sky Gods - The Price of Our Love of Flying uit, die zij samen met Sarah Robertson maakte.
Notenboom geeft lezingen voor het bedrijfsleven, duurzaamheidscongressen en overheidsinstellingen.

## Expedities
Vanaf 2000 maakte ze tochten in verschillende delen van de wereld, waarvan ze verslag deed voor NPR Radio en, later, National Geographic en de VPRO:
- 2001 - Kamelenexpeditie met nomaden door Pakistan
- 2002 - Expeditie met Sathaannomaden door Mongolië
- 2007 - Ski-expeditie Siberië
- 2007/2008 - Ski-expeditie Antarctica
- 2009 - Beklimming, als tweede Nederlandse vrouw, van de Mount Everest
- 2014 - Ski-expeditie van Noordpool naar Canada

Op 2 april 2014 begon ze een tocht van 50 dagen van de Noordpool naar Canada (82-ste breedtegraad). Ze zegt bijzonder verontrust te zijn over het verder smelten van het zee-ijs in de Noordelijke IJszee ('s zomers).
- 2017 - Noordpoolexpeditie, in samenwerking met ESA en NASA

Op 4 april 2017 begon ze samen met Ann Daniels en Martin Hartley aan de 2Dgrees expeditie. Het team startte op de 88ste breedtegraad van de Noordpool om vervolgens op 18 april de geografische Noordpool te bereiken. Tijdens deze expeditie zijn metingen van de sneeuwdikten verricht voor de ESA. Samen met Operation IceBridge van de NASA dragen deze metingen bij aan de calibratie van de Cryosat satelliet.

## Media
Notenboom is regelmatig te zien in praatprogramma's, met haar ervaringen en beelden van extreme gebieden waar de opwarming van de aarde zich in rap tempo afspeelt. Notenboom vindt dialogen met klimaatsceptici zinloos. "Het gaat toch om de oplossingen, niet om of de mens wel of niet bijdraagt aan de opwarming van onze planeet".
Sinds 2017 neemt Notenboom CEO's mee naar het noordpoolgebied om ze met eigen ogen de effecten van klimaatverandering te laten zien en ze aan te sporen om sneller duurzamer te worden. Met deze expedities rapporteert ze voor het NOS journaal, Nieuwsuur, Pauw en de De Wereld Draait Door.

## Nominatie en Onderscheiding
In 2011 werd zij genomineerd voor de Bob den Uyl-prijs voor het boek Tegenpolen
In 2016 ontving zij van burgemeester Ahmed Aboutaleb van Rotterdam de onderscheiding van Ridder in de Orde van Oranje Nassau. In 2016 stond ze op nummer 3 van de Trouw duurzame top 100 voor haar film Sea Blind en in 2017 wederom op nummer 6 voor haar expeditie naar Spitsbergen met CEO's. Datzelfde jaar ontving ze ook de Wubbo Ockelsprijs van de duurzaamheidsorganisatie Springtij.